# دیوید ئی. نیکولز
دیوید ارل نیکولز (به انگلیسی: David Earl Nichols) (زاده ۲۳ دسامبر ۱۹۴۴، کاوینگتون، کنتاکی) یک داروشناس و شیمی‌دان دارویی آمریکایی است. نیکولز که قبلاً کرسی ممتاز رابرت سی و شارلوت پی اندرسون در فارماکولوژی دانشگاه پردو بوده‌است، از سال ۱۹۶۹ در زمینه داروهای روانگردان کار کرده‌است. زمانی که هنوز دانشجوی کارشناسی ارشد بود، روشی را که برای ساخت ایزومرهای نوری آمفتامین‌های توهم‌زا استفاده می‌شود، به ثبت رساند. مشارکت‌های او شامل سنتز و گزارش ترکیباتی چون اسکالین، LSZ ،6-APB ،2C-I-NBOMe و سایر گونه‌های NBOMe (NBOMe-2C-B ،NBOMe-2C-C ،NBOMe-2C-D)، و چندین مورد دیگر، همچنین ابداع اصطلاح «آنکتوژن» بود.

## تحصیلات
- لیسانس - ۱۹۶۹ - دانشگاه سینسیناتی[۲]
- دکترا. - ۱۹۷۳ - دانشگاه آیووا
- پسادکتری - ۱۹۷۳–۱۹۷۴ - دانشگاه آیووا

## همچنین ببینید
- الکساندر شولگین
- جاناتان اوتی‌تی
- Rick Strassman
- Casey William Hardison
- برومو-دراگون‌فلای
- TCB-2
- ۲۵آی-ان‌بام
- Lysergic acid 2,4-dimethylazetidide
- 4-MTA
- MDAI
- Dihydrexidine
- دیناپسولین

## جهت مطالعه
- The Medicinal Chemistry of Phenethylamine Psychedelics
- LSD and Its Lysergamide Cousins